# Institut fédéral de volley-ball 2019-2020
Questa voce raccoglie le informazioni riguardanti l'Institut fédéral de volley-ball nelle competizioni ufficiali della stagione 2019-2020.

## Organigramma societario
Area direttiva
- Presidente: Patrick Kurtz

Area tecnica
- Allenatore: Émile Rousseaux, Gaël Le Draoulec
- Allenatore in seconda: Laurent Delacourt, Jacques Beraud

## Rosa
| N° | Nome                 | Ruolo | Data di nascita   | Nazionalità sportiva |
| -- | -------------------- | ----- | ----------------- | -------------------- |
| 1  | Juliette Gelin       | L     | 2 novembre 2001   | Francia              |
| 2  | Jade Cholet          | S     | 1º luglio 2000    | Francia              |
| 3  | Manon Moreels        | S     | 22 marzo 2001     | Francia              |
| 4  | Emma Pomaret         | P     | 23 maggio 2002    | Francia              |
| 5  | Amélie Rotar         | O     | 24 ottobre 2000   | Francia              |
| 6  | Jade Defraeye        | C/O   | 22 marzo 2003     | Francia              |
| 7  | Émilie Respaut       | P     | 25 aprile 2003    | Francia              |
| 8  | Camille Massuel      | C     | 29 febbraio 2000  | Francia              |
| 9  | Eva Del Moral        | P     | 24 marzo 2002     | Francia              |
| 10 | Stella Vidaller      | L     | 2 ottobre 2002    | Francia              |
| 11 | Julie Henyo          | S     | 29 maggio 2002    | Francia              |
| 12 | Iva Davidović        | S     | 12 maggio 2000    | Francia              |
| 13 | Guewe Diouf          | S     | 15 giugno 2002    | Francia              |
| 14 | Marie Andriamaherizo | C     | 5 luglio 2001     | Francia              |
| 15 | Halimatou Bah        | S     | 21 dicembre 2003  | Francia              |
| 16 | Eva Elouga           | C     | 14 ottobre 1999   | Francia              |
| 17 | Hope Rakotozafy      | L     | 21 agosto 2003    | Francia              |
| 18 | Naomi Ngolongolo     | C     | 26 dicembre 2002  | Francia              |
| 19 | Leïa Ratahiry        | S     | 27 settembre 2002 | Francia              |
| 20 | Aminata Dia          | C     | 21 febbraio 2002  | Francia              |